# 1978년 로스앤젤레스 영화 비평가 협회상
제4회 로스앤젤레스 영화 비평가 협회상은 1978년에 열린 시상식이다.

## 수상 및 후보

### 작품상
- 귀향

### 감독상
- 디어 헌터 - 마이클 치미노 수상

### 남우주연상
- 귀향 - 존 보이트 수상

### 여우주연상
- 귀향 - 제인 폰다 수상
- 컴스 호스맨 - 제인 폰다 수상
- 캘리포니아의 다섯 부부 - 제인 폰다 수상

### 남우조연상
- 유럽 최고 요리사의 죽음 - 로버트 몰리 수상

### 여우조연상
- 인테리어 - 모린 스태플튼 수상
- 모나 워쉬 수상

### 촬영상
- 독신녀 에리카 - 폴 마줄스키 수상
- 천국의 나날들 - 네스토르 알멘드로스 수상

### 음악상
- 미드나잇 익스프레스 - 조지오 모로더 수상

### 외국어영화상
- 마담 로자 - 모쉬 미즈라히 수상

### 신인상
- 버디 홀리 스토리 - 게리 부시 수상

### 공로상
- 오슨 웰즈 수상